# ネイサン・ホワイト
ネイサン・ホワイト（Nathan White、1981年9月4日 - ）は、アイルランドのラグビーユニオン指導者。ジャパンラグビーリーグワントヨタヴェルブリッツのアシスタントコーチを務めている。

## プロフィール
- ニュージーランド・ハウェラ出身[1]。
- ポジションはプロップ(PR)。
- 身長 174cm、体重 101kg
- アイルランド代表通算キャップ数は17でワールドカップ2015のアイルランド代表に選ばれた[2]。

## 略歴
ワイカト、チーフス、レンスター、2012年、コナートに加入。 
2016年、現役を引退した。
2024年、トヨタヴェルブリッツのアシスタントコーチに就任。